# 飞鲤镇
飞里乡，是中华人民共和国安徽省宣城市郎溪县下辖的一个乡镇级行政单位。

## 行政区划
飞里乡下辖以下地区：
三立村、秀水村、齐村、振兴村、龙塘村、黄香村和湖滨村。